# Argyreia pilosa
Argyreia pilosa är en vindeväxtart som beskrevs av Robert Wight och Arn. Argyreia pilosa ingår i släktet Argyreia och familjen vindeväxter. Inga underarter finns listade i Catalogue of Life.